# 马丁·格林
马丁·格林AM FRS FAA （Martin Andrew Green，1948年7月20日—）是一名澳大利亚工程师，新南威尔士大学教授，被誉为“世界太阳能之父”。他因在“高效硅光伏器件的开发”方面的成就，在2021年获得日本国际奖。他还担任学术期刊《Progress in Photovoltaics》主编。

## 教育
马丁·格林在1948年7月20日出生于布里斯班，就读于布里斯班州立高中。他在昆士兰大学毕业，并在加拿大麦克马斯特大学获得英联邦奖学金，专攻太阳能，获得博士学位。 1974年，他在新南威尔士大学成立了太阳能光伏小组，致力于开发硅太阳能电池。80年代初期，该小组通过生产效率为20%的硅电池取得了成功，后来又将效率提高到25%。

## 研究
格林出版了多本关于太阳能电池的书籍，其中既有科普书也有用于深入研究的专业书籍。1984年，新南威尔士大学成功开发出“埋入式接触太阳能电池”（buried contact solar cell）。此外，格林还曾在Pacific Solar Pty Ltd（后来更名为CSG Solar）担任研究总监。 